# Гилецкий, Валерий Александрович
Вале́рий Алекса́ндрович Гиле́цкий (рум. Valeriu Ghilețchi; род. 8 июля 1960 года, с. Пынзарены, Фалештский район, Молдавская ССР, СССР) — молдавский религиозный и политический деятель. Экс-депутат парламента Республики Молдова, представитель Республики Молдова в ПАСЕ, бывший епископ (председатель) Союза евангельских христиан-баптистов Молдовы.

## Биография
Родился 8 июля 1960 года в селе Пынзарены Фалештского района. Его родители являлись членами местной баптистской церкви, дедушка был баптистским служителем. Окончил школу в родном селе в 1975 году и поступил в Политехнический колледж города Бельцы на специальность радиотехник. После прохождения службы в Советской армии продолжил образование в Одесском электротехническом институте связи им. А. Попова (1982—1988). В 1979-90 годах работал на предприятии «Electron Service» в Бельцах в качестве радиотехника и главного инженера.

### Религиозная деятельность
В 18-летнем возрасте, по собственному утверждению, пережил религиозное обращение, через год стал членом бельцкой баптистской церкви. В 1991 году поступил в румынский библейский институт «Emanuel» в городе Орадя. После возвращения из Румынии в 1994 году был назначен деканом Кишинёвского теологическо-педагогического колледжа и ответственным за образование в баптистском союзе Молдовы. В 1996 году рукоположен на служение пастора церкви.
В течение двух сроков (с 2002 по 2009 год) Валерий Гилецкий был епископом Союза церквей евангельских христиан-баптистов Молдовы. В 2002—2004 являлся президентом Евро-Азиатской баптистской федерации. На посту епископа молдавских баптистов занимал различные должности в Европейской баптистской федерации. Так, в 2007—2009 годах был вице-президентом. 24 июля 2009 года, на праздновании 400-летия баптизма, был избран президентом Европейской баптистской федерации на двухлетний срок. Является сотрудником Всемирного баптистского альянса. В настоящее время продолжает теологическое образование в Gordon-Conwell Theological Seminary.

### Политическая деятельность
Политическая карьера Валерия Гилецкого началась на третьих в Республике Молдова парламентских выборах. 22 марта 1998 года, в составе Партии демократических сил (под номером 11) он становится депутатом парламента. В свой первый депутатский мандат, Гилецкий отметился полемикой против «Закона о репродуктивном здоровье» (разрешавшим аборты) и активным участием в обсуждении поправок к закону о религиозных культах. Им же было инициировано создание в парламенте Молитвенной группы, объединившей депутатов разных партий и конфессий.
На следующих парламентских выборах Гилецкий баллотировался в качестве независимого кандидата и набрал 1,7 % голосов (27 511 избирателей), не преодолев необходимый 3-процентный барьер. Однако и по сей день остаётся независимым кандидатом, набравшим максимальное количество голосов за всю историю независимости Республики Молдова.
По результатам шестых, седьмых, восьмых и девятых парламентских выборах Валерий Гилецкий становится депутатом парламента, баллотируясь по спискам Либерал-демократической партии Молдовы (при этом не являясь членом политформирования).
Во время массовых беспорядков в апреле 2009 года выступил на площади с призывами к миру и вере в Бога. 25 мая 2012 года депутаты Валерий Гилецкий (от ЛДПМ) и Олег Сырбу (от ДПМ) оказались единственными представителями правящего Альянса, отказавшиеся голосовать за принятие «закона о равенстве шансов». Закон, гарантирующий равенство возможностей граждан, был принят после рекомендаций Европейского союза.
В своей политической деятельности Валерий Гилецкий руководствуется христианскими принципами морали и является защитником интересов евангельских верующих Республики Молдова.

#### Президентские выборы
В августе 2016 года Гилецкий заявил о своём намерении участвовать в президентских выборах. По итогам первого тура, прошедшего 30 октября 2016 года, Гилецкий набрал лишь 15,4 тыс. голосов (1,08% проголосовавших), однако показал лучший результат среди независимых кандидатов. Во втором туре политик поддержал Майю Санду.

#### Работа в ЕНПМ
В апреле 2016 года был исключён из фракции ЛДПМ. Через год возглавил депутатское объединение «Европейская народная группа». С 22 декабря 2017 года занимал должность вице-председателем парламента Республики Молдова до конца его мандата.

## Семья
Валерий Гилецкий вступил в брак 21 октября 1987 года. В семье Валерия и Марины Гилецких трое детей (Станислав, Евгений и Кристина-Эммануила) и двое внуков.

## Награды
В декабре 2014 года президентом Республики Молдова Николаем Тимофти был награждён национальным орденом «Трудовая слава».